# Kingaroy
Kingaroy  /kɪŋəˈrɔɪ/ es una ciudad rural y localidad en la Región de South Burnett, Queensland, Australia. El pueblo está situado en el cruce de la D'Aguilar y la Bunya Highways, 218 kilómetros (135,5 mi) al noroeste de la capital del estado Brisbane y 141 kilómetros (87,6 mi) al suroeste de Gympie. En junio de 2018, Kingaroy tenía una población de 10 398 habitantes.
Es conocida como la "Maní Capital de Australia" porque la planta de procesamiento de maní más grande de Australia está ubicada en la ciudad y su silo de maní domina el horizonte. Kingaroy también es conocida como la ciudad natal del ex primer ministro de Queensland, Sir Joh Bjelke-Petersen.

## Historia
El Wakka Wakka (Waka Waka, Wocca Wocca, Wakawaka) es un idioma aborigen australiano que se habla en la cuenca del río Burnett. La región del idioma Wakka Wakka incluye el paisaje dentro de los límites del gobierno local del Consejo Regional Norte y Sur de Burnett, particularmente las ciudades de Cherbourg, Murgon, Kingaroy, Gayndah, Eidsvold y Mundubbera.
El asentamiento rural del área se remonta a 1843 cuando una de las primeras selecciones se hizo en Burrandowan (al oeste de Kingaroy) por okupa y explorador Henry Stuart Russell. Aunque se dice que Russell fue el primer europeo en darse cuenta del potencial de South Burnett, fue Simon Scott de Taromeo (ahora Blackbutt) y los hermanos Haly de Taabinga quienes trajeron los primeros rebaños de ovejas al área a fines de la década de 1850.
En 1878, el distrito donde ahora se encuentra Kingaroy fue colonizado por los hermanos Markwell. Cuando se hicieron las primeras reanudaciones de la enorme propiedad de Taabinga, los hermanos seleccionaron dos áreas contiguas y en 1883 estos arrendamientos se convirtieron en propiedad absoluta y se conocieron como el 'Kingaroy Paddock'. La esquina de este paddock estaba ubicada en lo que ahora se conoce como Haly Street, llamada así por los hermanos que se establecieron en la estación de Taabinga a unos 12 kilómetros (7 mi) al suroeste de la actual Kingaroy. Un pueblo pequeño y próspero creció alrededor de Taabinga en la década de 1890.
La apertura de la extensión ferroviaria Kilkivan hasta su terminal en la ciudad recién diseñada de Kingaroy (conocida como la clavija de 56 millas) en 1904 provocó una explosión de tierras alrededor de Kingaroy y el desarrollo de Kingaroy como ahora existe. Taabinga se convirtió rápidamente en un pueblo fantasma al final de la Primera Guerra Mundial y, en la actualidad, el Taabinga Homestead original y algunas dependencias son todo lo que queda. El área opuesta al Aeropuerto de Kingaroy se conoce hoy como "Pueblo de Taabinga", pero en realidad es solo un suburbio de Kingaroy.
La Escuela Provisional de Taabinga Village abrió el 10 de agosto de 1897. El 1 de enero de 1909, se convirtió en la Escuela Estatal de Taabinga Village. El 16 de julio de 1961, se cerró la Escuela Estatal Taabinga Village y se transfirió a los alumnos a la nueva Escuela Estatal Taabinga en Kingaroy.
La Escuela Provisional de Malar abrió sus puertas en 1901. El 1 de enero de 1909, se convirtió en la Escuela Estatal de Malar. Hubo una serie de cierres temporales hasta que la escuela cerró definitivamente en 1955. La escuela estaba "vía Kingaroy".
La Escuela Provisional Mount Jones abrió el 20 de enero de 1902. En 1905, pasó a llamarse Escuela Provisional Kingaroy. El 1 de enero de 1909, se convirtió en la Escuela Estatal de Kingaroy. El 19 de febrero de 1918, se agregó un departamento de secundaria, que se suspendió en 1958 cuando se inauguró la escuela secundaria estatal Kingaroy.
La primera oficina de correos de Kingaroy abrió en 1902 (una oficina receptora había estado abierta desde 1895) y pasó a llamarse Taabinga Village en 1905, cuando se inauguró la oficina de la estación de tren de Kingaroy. Esto pasó a llamarse Kingaroy en 1907. La oficina de Taabinga Village cerró en 1929.
La escuela estatal Erin Vale abrió sus puertas en 1911. En 1912 pasó a llamarse Escuela secundaria Stuart Valley. Cerró en 1961. Era "vía Kingaroy".

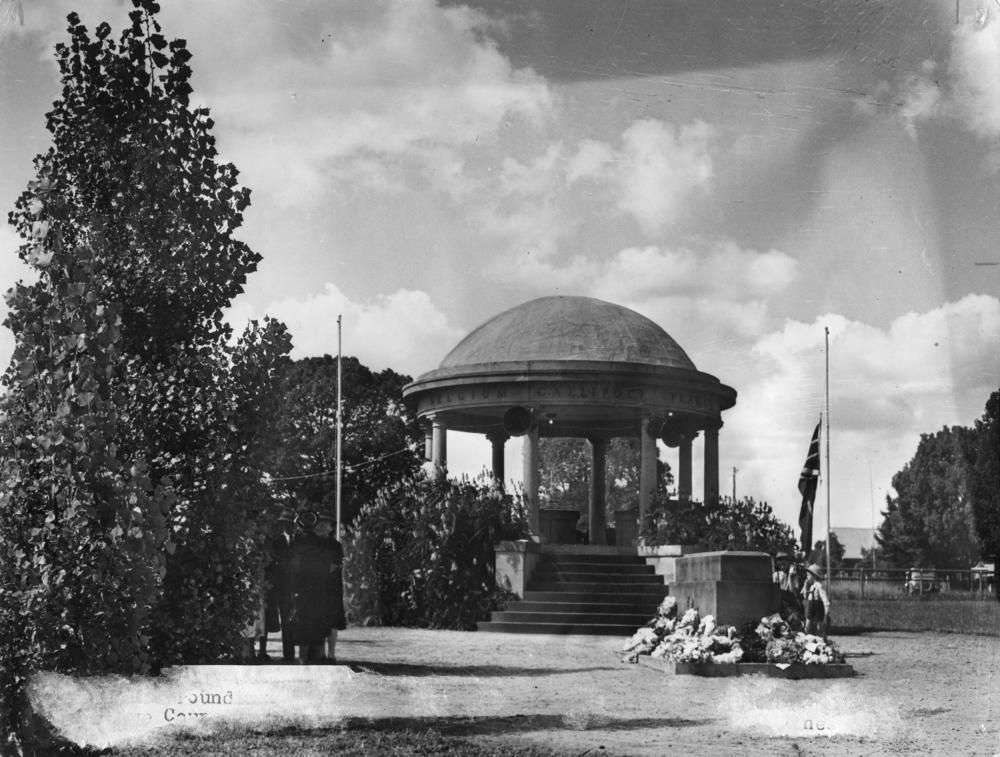
Kingaroy Soldiers' Memorial Rotunda, 1950

La primera piedra de Kingaroy Soldiers' Memorial Rotunda fue colocada el 25 de abril de 1922 (Día de ANZAC) por el presidente de la RSL, el sargento Norman Booth. Fue inaugurado el 29 de junio de 1932 por el alcalde general Sir Thomas William Glasgow.
La Rama Kingaroy de la Asociación de Mujeres del País de Queensland se estableció el 22 de agosto de 1922 con Florence Daphne Youngman de Taabinga Homestead como la primera presidenta. En 1926, su esposo Arthur Youngman donó un terreno en 122 Kingaroy Street y Charlie Gills construyó las primeras habitaciones. El 24 de noviembre de 1956 se construyó un salón en la parte trasera de las habitaciones para permitir el catering de bodas y funciones.
La escuela primaria católica St Mary's abrió sus puertas en enero de 1929. En 1980 se fusionó con la escuela secundaria católica St Mary's para convertirse en South Burnett Catholic College.
La planta de tratamiento de aguas residuales de la ciudad se estableció alrededor de 1940 y el agua tratada se vertía en el río Stuart (Stuart River (Queensland)). Se produjo una mejora importante entre 2014 y 2016, lo que resultó en una mayor capacidad de procesamiento con una mayor eficiencia con el agua tratada que ahora se recicla para su uso en campos deportivos y campos de golf.
La Real Fuerza Aérea Australiana tuvo una presencia operativa y de entrenamiento significativa en la región durante la Segunda Guerra Mundial, y los primeros escuadrones se desplegaron en el aeropuerto de la ciudad a mediados de 1942. Al menos ocho escuadrones tenían su base en RAAF Kingaroy en ese momento (a saber, los números 1, 4, 5, 6,  15, 75, 92 y 93 escuadrones), junto con el entrenamiento inicial n. ° 3 Escuela. Las aeronaves operadas allí por la RAAF incluían Avro Ansons, CAC Wirraways, DAP Beauforts, DH Mosquitos, Curtiss P-40E Kittyhawks y Bristol Beaufighters. Kingaroy R.A.A.F. La oficina de correos estuvo abierta desde el 7 de agosto de 1942 hasta el 28 de febrero de 1946.
La presencia del ejército de los EE. UU. en Queensland en general y más particularmente en Kingaroy creó la necesidad de suministrarles cantidades muy grandes de habichuela (conocidas como frijoles horneados en Australia), lo que llevó a la plantación generalizada de frijoles blancos en el área de Kingaroy desde 1940 con semillas suministradas por el Ejército de los EE. UU. Tal era la importancia militar de las alubias blancas que toda la producción de alubias blancas durante la guerra se hizo bajo contrato con el Gobierno australiano y sujeto a la Ley de Seguridad Nacional. Después de la guerra, la industria luchó con una serie de problemas, incluidos los aranceles, la comercialización, el procesamiento y el control desde Brisbane. Dado que la gran mayoría de los productores de frijoles en Queensland se encuentran en el área de Kingaroy y luego de la destrucción de la fábrica de procesamiento en Toowoomba, los productores locales decidieron formar una cooperativa con sede en Kingaroy para procesar y comercializar el producto localmente en un sitio proporcionado por el Kingaroy Shire Council que quería alentar el proyecto. Desde 1993, la cooperativa se conoce como Bean Growers Australia.
La escuela secundaria católica de St Mary abrió sus puertas en 1946. En 1980 se fusionó con la escuela primaria católica de St Mary para convertirse en Sout h Colegio Católico Burnett.
La escuela secundaria estatal de Kingaroy abrió el 28 de enero de 1958 y reemplazó al departamento de secundaria de la escuela estatal de Kingaroy.
South Burnett Catholic College abrió sus puertas en 1980, como la fusión de las escuelas primarias y secundarias católicas de St Mary.
Kingaroy Christian College abrió sus puertas el 24 de abril de 1984 y cerró el 6 de mayo de 1999.
La escuela primaria luterana de St John abrió el 23 de enero de 1989 con 26 estudiantes y 2 maestros. En 2014, la escuela se amplió para ofrecer educación secundaria básica (años 7 a 9).
Kingaroy celebró su Centenario en 2004.[cita requerida]
Kingaroy también se destaca por ser la primera región de Australia en colocarse en el Nivel 7 Restricciones de agua, lo que ocurrió el 1 de octubre de 2007.
En 2017, Kingaroy Magistrates and District Court se sometió a una remodelación de $ 5,3 millones. Las mejoras incluyeron una remodelación completa interna y externa y una nueva sala de entrevistas segura para que los testigos presten declaración. El juzgado fue inaugurado oficialmente el 6 de febrero de 2018 por la fiscal general de Queensland Yvette D'Ath.

## Clima
Kingaroy tiene un clima subtropical húmedo con veranos cálidos a calurosos e inviernos frescos a fríos. Las temperaturas máximas diarias oscilan entre 30 grados Celsius (86,0 °F) en enero y 18 grados Celsius (64,4 °F) en julio. El 12 de febrero de 2017, Kingaroy alcanzó un nuevo récord de temperatura alta, registrando 41,6 grados Celsius (106,9 °F), mientras que la más fría registrada fue −6,7 grados Celsius (19,9 °F) en julio de 1961. Debido a su elevación, el la ciudad a menudo registra algunas de las temperaturas más frías en Queensland durante el invierno, cayendo por debajo de cero un promedio de 14,3 veces al año.
La precipitación media anual en Kingaroy es de 779,1 milímetros (30,7 plg), y la mayoría cae durante los meses de verano. La escarcha es común de junio a agosto, mientras que aguanieve ocurre ocasionalmente, y una ligera nevada cayó en julio de 1959.
Los inviernos son generalmente soleados con períodos ocasionales de lluvia durante el paso de los sistemas frontales, mientras que los veranos presentan días soleados con frecuentes tormentas eléctricas al anochecer. Los eventos de lluvia intensa pueden ocurrir ocasionalmente en cualquier época del año, aunque son más frecuentes a fines del verano y pueden durar desde unas pocas horas hasta una semana. El 27 de enero de 2013, 230 milímetros (9,1 plg) de lluvia cayeron en una sola noche debido a los restos del Ciclón tropical Oswald, lo que provocó importantes inundaciones en la ciudad.
La estación meteorológica original en Kingaroy's Prince Street había estado registrando precipitaciones desde 1905 y temperaturas desde 1947. Sin embargo, cerró en 2000 para dar paso a una nueva estación meteorológica más avanzada en el aeropuerto de la ciudad.
| Parámetros climáticos promedio de Kingaroy Airport, Queensland, Australia (2001-present normals and extremes); 434 m AMSL | Parámetros climáticos promedio de Kingaroy Airport, Queensland, Australia (2001-present normals and extremes); 434 m AMSL | Parámetros climáticos promedio de Kingaroy Airport, Queensland, Australia (2001-present normals and extremes); 434 m AMSL | Parámetros climáticos promedio de Kingaroy Airport, Queensland, Australia (2001-present normals and extremes); 434 m AMSL | Parámetros climáticos promedio de Kingaroy Airport, Queensland, Australia (2001-present normals and extremes); 434 m AMSL | Parámetros climáticos promedio de Kingaroy Airport, Queensland, Australia (2001-present normals and extremes); 434 m AMSL | Parámetros climáticos promedio de Kingaroy Airport, Queensland, Australia (2001-present normals and extremes); 434 m AMSL | Parámetros climáticos promedio de Kingaroy Airport, Queensland, Australia (2001-present normals and extremes); 434 m AMSL | Parámetros climáticos promedio de Kingaroy Airport, Queensland, Australia (2001-present normals and extremes); 434 m AMSL | Parámetros climáticos promedio de Kingaroy Airport, Queensland, Australia (2001-present normals and extremes); 434 m AMSL | Parámetros climáticos promedio de Kingaroy Airport, Queensland, Australia (2001-present normals and extremes); 434 m AMSL | Parámetros climáticos promedio de Kingaroy Airport, Queensland, Australia (2001-present normals and extremes); 434 m AMSL | Parámetros climáticos promedio de Kingaroy Airport, Queensland, Australia (2001-present normals and extremes); 434 m AMSL | Parámetros climáticos promedio de Kingaroy Airport, Queensland, Australia (2001-present normals and extremes); 434 m AMSL |
| Mes | Ene. | Feb. | Mar. | Abr. | May. | Jun. | Jul. | Ago. | Sep. | Oct. | Nov. | Dic. | Anual |
| --- | --- | --- | --- | --- | --- | --- | --- | --- | --- | --- | --- | --- | --- |
| Temp. máx. abs. (°C) | 41.0 | 41.6 | 38.2 | 35.0 | 31.8 | 27.0 | 27.2 | 33.3 | 36.7 | 39.0 | 38.9 | 40.5 | ' |
| Temp. máx. media (°C) | 30.9 | 29.8 | 28.3 | 25.8 | 22.5 | 19.8 | 19.8 | 21.7 | 25.1 | 27.5 | 29.2 | 30.3 | 25.9 |
| Temp. media (°C) | 24.5 | 23.8 | 22.3 | 19.0 | 15.0 | 12.8 | 11.8 | 12.9 | 16.6 | 19.7 | 21.9 | 23.6 | 18.7 |
| Temp. mín. media (°C) | 18.0 | 17.7 | 16.3 | 12.1 | 7.4 | 5.8 | 3.8 | 4.1 | 8.1 | 11.8 | 14.5 | 16.8 | 11.4 |
| Temp. mín. abs. (°C) | 11.0 | 11.1 | 4.4 | -0.6 | -3.0 | -5.0 | -6.0 | -4.9 | -2.1 | 0.3 | 2.4 | 6.5 | ' |
| Precipitación total (mm)                                                                                                  | 87.4 | 92.1 | 71.2 | 21.6 | 32.9 | 41.9 | 23.7 | 26.9 | 25.2 | 62.3 | 63.6 | 96.2 | 645 |
| Días de precipitaciones (≥ 1.0 mm)                                                                                        | 6.2 | 6.7 | 6.0 | 3.5 | 4.2 | 4.0 | 3.1 | 3.0 | 3.1 | 6.0 | 5.1 | 7.4 | 58.3 |
| Humedad relativa (%) | 57.0 | 62.0 | 59.5 | 58.0 | 56.5 | 62.5 | 59.0 | 50.0 | 48.0 | 45.0 | 50.5 | 53.5 | 55.1 |
| Fuente: Australian Bureau of Meteorology (2001-present normals and extremes)                                              | | | | | | | | | | | | | |